# إرنست ديويت بورتون
إرنست ديويت بورتون (بالإنجليزية: Ernest DeWitt Burton)‏ هو عالم عقيدة أمريكي، ولد في 1856، وتوفي في 1925.